# گیوم کنه
گیوم کَنه (فرانسوی: Guillaume Canet‎؛ زاده ۱۰ آوریل ۱۹۷۳) بازیگر و کارگردان فرانسوی است.
از فیلم‌های معروف که او در آن ایفای نقش کرده می‌توان به مادام‌العمر، ساحل، شکار و گردآوری، اگه جرات داری دوستم داشته باش، آستریکس و اوبلیکس، وداع و وفاداری اشاره کرد.
آخرین ساخته او، پیوندهای خونی در بخش خارج از مسابقه جشنواره فیلم کن ۲۰۱۳ نمایش داده شد.